# Bu Jutsu
Bu jutsu es el nombre que se le da a las escuelas de artes marciales de Japón. Las personas concurrieron a estas escuelas para aprender a defenderse, mejorar su posición social o estatus en el clan.

## Historia
En el antiguo Japón, durante la época feudal, la supervivencia dependía en gran medida de la propia habilidad para defenderse, debido a la existencia de largos periodos de luchas. Según la labor que se desarrollaba en la comunidad, se aprendía a utilizar las herramientas que se utilizaban para la vida cotidiana para la propia defensa. La educación de los guerreros se realizaba dentro de una ryu o escuela, esta podía especializarse en el manejo de un solo tipo de arma, como el arco, la lanza o el sable o la katana, enseñar habilidades particulares, o ser más genérica y comprender todo aquello que podía servir dentro y fuera del campo de batalla. Algunas de las personas al carecer de armas (por no tener derecho a ellas) ni utensilios para su defensa, aprendieron a defenderse mediante métodos de combate usando el propio cuerpo (estos métodos con el tiempo dieron paso a las escuelas de jiu jitsu o ju jutsu) que se perpetuaron a través de los tiempos sufriendo numerosas modificaciones dependiendo del maestro que transmitía sus conocimientos.
Según J. Bowker, la palabra bugei (arte de la guerra o arte marcial) aparece relacionada con bujutsu (habilidades de la guerra o habilidades marciales), y con la palabra budo, que deriva de la palabra bugei y cuyo objetivo es la autorrealización de los aspirantes a través de la disciplina y el entrenamiento.
Algunas ryu estaban vinculadas estrechamente con un clan, otras eran independientes. Estas escuelas surgían cuando un guerrero, habiendo experimentado su técnica en un duelo o una batalla, enseñaba esa misma técnica a otros que se lo pedían, dentro de su clan, fundando una ryu. A la muerte del fundador asumía la dirección su hijo o el mejor de sus discípulos, que era adoptado por el clan. A pesar de ello muchas de las escuelas sólo eran capaces de sobrevivir dos o tres generaciones, la extinción se podía dar por la falta de carisma del propio fundador o la competencia de otras escuelas que a menudo desafiaban o destruían la sede de la escuela.
Si una escuela sobrevivía significaba que sus enseñanzas contenían algunos principios adecuados para el combate, la eficacia era fundamental para subsistir. Las escuelas se regían por principios y fundamentos que incluían una serie de técnicas y movimientos, la forma de enseñarlos de cada una y las materias que se reunían eran muy numerosas. A la totalidad de estas escuelas se le denominó buguei (bu jutsu). Al final de la época Edo, caracterizada por un largo período de paz, las escuelas a las que se acudían antes con el fin de aprender a defenderse, eran concurridas por aquellos que querían mejorar su posición social o estatus en el clan, u otras razones. Al realizar la práctica asidua de las técnicas puramente funcionales del bujutsu/buguei, desarrollaron una vida espiritual en el trabajo de las técnicas, dando nacimiento al espíritu del arte marcial, el budo.

## Terminología
Si bien el término bugei aparece predominántemente en la literatura anglosajona que hace referencia a este arte marcial, se ha comprobado que en la literatura de lengua española el vocablo se ha castellanizado encontrándose aceptado y escrito como “buguei”. Así por ejemplo F. Salguero, lo cita como “...tradición de artes de combate Buguei".

## Elementos del bujutsu/bugei
Los principales elementos del bujutsu/bugei son:
- Golpes: golpear tanto con puño (dorso de la mano, canto exterior, canto interior, falanges, punta de los dedos, etc.), pies (talón, empeine, planta del pie, etc.), en distancias medias y largas, poco utilizado en distancias cortas. Codo, rodilla y cabeza, golpean preferiblemente en distancias cortas y menos habituales en distancias largas.

- Proyecciones: Se trata de derribar al contrario utilizando las piernas, brazos, caderas, hombros, también se puede provocar la caída del adversario mediante caídas propias, que si son con pérdida del equilibrio propio se denominan sutemi, si la caída es provocada sobre el adversario se denomina makikomi.

- Luxaciones: Se llama luxación a todo control o presión que se ejerce sobre las diferentes articulaciones, ya sea codo, hombro, dedo, muñeca, rodilla, tobillo, y lo cual causa un gran dolor al adversario, teniendo éste que someterse.

- Estrangulamientos: Es toda presión o control que se ejerce, con el fin de asfixiar al adversario haciendo que pierda su fuerza o sentido (en competición el abandono). Hay tres tipos: sanguínea, respiratoria y nerviosa, consiguiendo con cada una de ellas limitar el ingreso de oxígeno al organismo.

## Situación a comienzos delsigloXXI
Con el paso de los siglos, y ya en el siglo XX varios tipos y especializaciones del bujutsu/buguei, es decir de las artes marciales clásicas como: kenjutsu, sojutsu, bojutsu, etc., fueron incluidos o enfatizados en las artes marciales tradicionales como el jujutsu, judo, aikido, ninjutsu, karate do, kobudo, kendo, etc.. bajo un nuevo formato que busca fundamentalmente la formación del individuo. 
Así hoy en día en la modalidad de combate deportivo o shiai kumite, según el arte marcial se puntúa la ejecución correcta de las técnicas de combate válidas, siendo la finalidad de dicho combate ejecutar una técnica de golpeo correcta, o se puntea una técnica de lanzamiento o completa (ippon de proyección) o una técnica de luxación, estrangulación o inmovilización que sólo puede ser obtenida en la lucha de suelo (ippon de sumisión).